# MyISAM
MyISAM – jeden z mechanizmów składowania danych dostępnych w MySQL. Bazuje na starym kodzie ISAM, lecz posiada wiele rozszerzeń. Aż do wersji 5.5.4 (włącznie) był to dla MySQL domyślny mechanizm składowania. Wersji 5.5.5 (wydanej 6 lipca 2010) został zastąpiony przez InnoDB.
Tabela MyISAM jest przechowywana na dyskach w trzech plikach, w katalogu o nazwie takiej jak nazwa bazy danych.
Pliki nazywają się tak jak nazwa tabeli w bazie danych.
Rozszerzenia plików oznaczają:
- .frm – definicja tabeli
- .MYD (MYData) – plik z danymi
- .MYI (MYIndex) – indeksy tabeli.

Główne wady MyISAM, które sprawiają, że jest bardzo rzadko używany w większych implementacjach MySQL to brak transakcyjności, blokowanie na poziomie tabeli i brak wsparcia standardów MVCC oraz ACID. MyISAM jednak był jedynym mechanizmem w MySQL, który umożliwiał wyszukiwanie oraz indeksowanie pełnotekstowe, do czasu, aż dodano tę funkcję do InnoDB.